# Teodoro I di Napoli
Teodoro I (... – 729) è stato un generale bizantino è stato Duca di Napoli per dieci anni, dal 719 al 729; ebbe il titolo di ipato e duca (υπατος χαι δουξ).

## Biografia
Successe a Giovanni I, l'artefice della riconquista di Cuma, dimostrandosi subito un duca estremamente religioso tanto che giunse alla fondazione della diaconia dei Santi Giovanni e Paolo, poi inglobata nella vecchia Università.
Resse il Ducato durante il periodo in cui scoppiò la cosiddetta guerra iconoclasta, scatenata dall'imperatore Leone III Isaurico con l'emanazione di un editto che imponeva la distruzione delle immagini sacre e, come scrisse lo storico Gino Doria nel suo Storia di una capitale, Teodoro «dovette trovarsi assai imbarazzato tra le proprie convinzioni in materia di fede e l'obbedienza dovuta all'imperatore».
Nel 726, giunse a Napoli il nuovo esarca Eutichio, inviato da Bisanzio a Roma per intavolare trattative con il papa ed i nobiliores napoletani lo accompagnarono come scorta, assumendo per la prima volta un ruolo politico di rilievo.
Sotto il ducato di Teodoro aumentò considerevolmente la distanza tra Napoli e Bisanzio, avendo assunto ormai la città una posizione sempre più aperta di appoggio al papa.
Il successore di Teodoro fu Giorgio.